# Stanisław Ignacy Witkiewicz
Stanisław Ignacy Witkiewicz, znan po psevdonimu Witkacy, poljski pisatelj, slikar, filozof, teoretik, scenograf in fotograf, * 24. februar 1885, Varšava, † 18. september 1939, Jeziory.
Deloval je pred prvo svetovno vojno in v medvojnem dvajsetletju.

## Življenje
Witkacy se je rodil 24. februarja 1885 v Varšavi. Bil je sin umetnostnega kritika in vodilne osebnosti poljske umetnosti na prelomu stoletja Stanisława Witkiewicza in učiteljice glasbe Marie Pietrzkiewicz. Družini obeh sta izvirali iz poljsko litovske šlahte. Po očetovi bolezni se je družina leta 1890 preselila v Zakopane. Oče je bil nasprotnik takratnega šolskega sistema, saj je podpiral individualistične koncepcije umetnosti in izobrazbe, zato se je Witkacy šolal doma. Imel je privatna predavanja, učili so ga univerzitetni profesorji in pomembni umetniki. Že od majhnega so ga zanimale umetnost, filozofija in fotografija.
Leta 1903 je maturiral v Lvovu. V tem obdobju je prijateljeval med drugim s slikarjem, kasneje matematikom in profesorjem na Univerzi v Lvovu Leonom Chwistkom, pesnikom iz obdobja Mlade Poljske Tadeuszem Szymberskim, antropologom Brownisławom Malinowskim in fotografom Tadeuszom Langierjem.
Potoval je preko Italije do Dunaja in od tam naprej do Münchna, vmes pa je obiskal nešteto galerij in muzejev. 
Leta 1905 se je Witkacy proti očetovi volji  vpisal na Akademijo za likovno umetnost v Krakovu, kjer je študiral pod mentorstvom Jana Stanisławskega in kasneje Józefa Mehofferja. V Krakovu se je pridružil skupini mladih slikarjev, ki so bili povezani z Akademijo. Veliko je tudi potoval, med drugim v Pariz, kjer je spoznal najnovejše trende v evropskem slikarstvu. V tem obdobju je imel večletno zvezo z Ireno Solsko, poljsko gledališko igralko, ki je postala pogost motiv v njegovih kasnejših delih (622 upadki Bunga czyli Demoniczna kobieta ali 622 Bungovih padcev, natisnjen šele 1972).
Po študiju v Krakovu je čas preživljal v Zakopanah, kjer je pisal in slikal. Pogosto je potoval tudi v Lovran na Hrvaško, kamor se je preselil njegov oče. 
21. februarja 1914 je po prepiru naredila samomor Witkacyjeva noseča zaročenka, Jadwiga Janczewska. Witkacy se je čutil krivega za njeno smrt, prav tako so ga obtoževali ljudje, da naj bi prispeval k njenem samomoru. Pomoč mu je ponudil prijatelj Bronisław Malinowski, ki ga je povabil k sodelovanju pri znanstveni odpravi na Novo Gvinejo, kjer naj bi Witkacy deloval kot fotograf in dokumentiral potovanje. Ta odprava ni izboljšala njegovega depresivnega stanja. Po konfliktu z Malinowskim se je odločil za vrnitev v Evropo, kjer se je istočasno začela prva svetovna vojna.
Oče Witkacyja je bil podpornik  Józefa Piłsudskega, vendar je Witkacy menil, da bi morali Poljaki podpreti Rusijo in si tako poskušali pridobiti neodvisnost. Pridružil se je vojski carske Rusije. Leta 1916 je bil resno poškodovan na ozemlju današnje Ukrajine, med njegovimi nasprotniki so bile poljske legije Piłsudskega. Po poškodbi se ni vrnil v boj. Proti koncu leta 1917 je zapustil vojsko in v Rusiji doživel oktobrsko revolucijo oktobrsko revolucijo. Po nekaterih podatkih naj bi bil v revoluciji tudi udeležen, vendar dokazov za to ni. 
Kmalu po invaziji Nemcev na Poljsko, septembra leta 1939, je Witkiewicz pobegnil s svojo mlado ljubimko Czesławo v oddaljeno vas Jeziory. Dan po novici, da je Sovjetska zveza udrla na Poljsko (17. septembra leta 1939) je Witkacy storil samomor. V samomor je prepričal tudi Czesławo, vendar je preživela. Witkacy naj bi bil pokopan na pokopališču v vasi Jeziory, vendar se je desetletja kasneje izkazalo, da so ostanki pripadali ženski, stari od 25–30 let.

## Slikarstvo
Leto 1900 je Witkacy čas preživljal s svojo teto v Litvi. Skupaj sta potovala po Sankt Peterburgu, kjer je slikal in fotografiral. Dve krajini, ki ju je naslikal, sta bili med letoma 1901 in 1902 na ogled na razstavi v Zakopanah.
Witkacy se je leta 1908 v Parizu seznanil z najnovejšimi trendi slikarstva v Evropi in pod njihovim vplivom se je poslovil od krajinskega slikarstva ter začel ustvarjati svoje prve pošasti in portrete. Leta 1911 je ponovno obiskal Pariz, kjer je videl prva kubistična dela. 
Leta 1918 se je vrnil v Zakopane. Izkušnje boljševizma v Rusiji in vzpon nacistične ideologije v Nemčiji so dodatno podprle njegov pesimistični pogled na svet. V tem času se je finančno preživljal s slikanjem portretov ter se v začetku dvajsetih let asociiral s krakovsko  avantgardno skupino formistov. V tem obdobju je ustvaril večino svojih dramskih del. Veliko del iz tega obdobja je bilo izgubljenih in le delo Jan Maciej Karol Wścieklica je doživelo prepoznanje med avtorjevim življenjem.
Po letu 1925 se je začel klicati 'Witkacy', včasih je ime variiral in se je podpisoval kot Witkac, Witkatze, Witkacjusz, Vitkacius in Vitecasse (hitro zlomljiv po francosko).

## Portreti
Ustanovil je firmo S.I. Witkiewicz 'Firma Portretowa' z motom: Stranka mora biti vedno zadovoljna. Ponujal je veliko možnosti za portrete, od realističnih do ekspresionističnih ter portrete, ki so bili ustvarjeni pod vplivom narkotikov. Možnosti je delil na pet skupin, od A do E. Tip portreta A je bil najbolj detajlen, model je postavil pred fantastičnim ozadjem, ki je vseboval eksotične živali in krajine. Bil je tudi najdražji, stal je 350zł, kar je bilo takrat dovolj za celomesečno plačo. 
Čeprav je imel zapisana pravila glede tipov portretov, se teh pravil večinoma ni držal in je tipe med seboj mešal, vendar jih je še zmeraj označeval kot na primer 'T. B+d+E'. Portreti tipa C so najbolj ekstravagantni, ti so bili ustvarjeni pod vplivom narkotikov. Portreti tega tipa kažejo iznakažene obraze, narisane s skicoznimi linijami in pobarvani z živimi barvami. Pogosto je eksperimentiral in ugotavljal kako uživanje različnih drog vpliva na umetnost. Svoja dela je podpisoval tudi s kraticami drog, ki jih je užival, medtem ko je ustvarjal določeno delo, npr. 'Co' ali kokain. Pri nekaterih portretih je bil tudi pod vplivom piva ('pyfko'), kave ('Cof.'), itd.
Imel je spisek pravil, ki jih je morala stranka upoštevati, med drugim ni smela podati kritike na Witkacijeva dela. Portret je lahko zavrnila in plačala le tretjino cene, vendar ni smela navesti razloga. V pravilih je tudi zapisal, da ustvarja s pasteli, kredami, svinčniki in ogljem, verjetno zato, ker so bili ti materiali cenejši kot oljne barve in so omogočali hitrejšo izvedbo slike. Do svoje smrti, leta 1939, je ustvaril okoli 7000 portretov.

## Književnost in filozofija
V poznih dvajsetih letih se je lotil pisanja dveh romanov, Pożegnanie jesieni ali Slovo od jeseni, ki je izšel leta 1927 in Nienasycenie ali Nenasitljivost, ki je izšel tri leta kasneje. Med letoma 1931 in 1932 je napisal svoj zadnji roman, Jedyne wyjście ali Edini izhod, ki je ostal nedokončan in izšel po njegovi smrti leta 1968. 
V tem času se je vse bolj posvečal filozofiji. Leta 1935 je objavil delo Pojęcia i twierdzenia implikowane przez pojęcie istnienia ali Pojmovanja in trditve, vsebovane v pojmu Obstoja, kjer je opisoval svoj tok misli. Objavil je tudi delo Narkotiki, kjer je opisal svoje izkušnje z drogami. V rokopisu je ostalo njegovo najobsežnejše filozofsko delo Zagadnienie psychofizyczne (O psihofizičnem vprašanju, izšlo leta 1978). Leta 1935 je bil za svoje delo nagrajen z odlikovanjem Wawrzyn Akademicki za literaturo.

## Teorija čiste forme
Po Witkaciju je bila osnovna vloga umetnosti, religije in filozofije vzbujanje metafizičnega občutka edinstvenosti lastnega obstoja. Verjel je, da je človek v 20. stoletju začel izgubljati sposobnost poglabljanja občutkov. Za to naj bi bila kriva mehanizacija, pospeševanje življenjskega sloga in priljubljenost popularne kulture. Bil je pesimističen glede umetnosti, saj je verjel, da bo kmalu izginila zaradi pomanjkanja višjih občutkov pri ljudeh. Umetnost bi se morala spremeniti in odmakniti od klasičnih vzorcev k čisti formi.
Verjel je, da je vsebina dela manj pomembna in je lahko poljubna, bistvena postane oblika. Delo mora biti nenavadno, nelinearno, prejemnika mora šokirati in soočiti z neznanim in prisiliti h globljemu doživljanju. Prekinja stik z realizmom in naturalizmom, delo mora zavračati znake psihologije, biologije in etike ter logičnega zaporedja prizorov.
Čista oblika naj bi bila sredstvo za doživljanje skrivnosti obstoja. Witkacy je načela čiste forme oblikoval v svojih teoretičnih delih, predvsem v poglavjih Nove oblike v slikarstvu in iz njih izvirajoči nesporazumi (1919), Članki o estetiki (1922) in Gledališče. Uvod v teorijo čiste oblike v gledališču (1923).

## Dela

### Romani
- 622 Upadki Bunga czyli demoniczna kobieta (622 Bungovih padcev, 1911)
- Pożegnanie jesieni (Slovo od jeseni, 1927)
- Nienasycenie (Nenasitljivost, 1930)
- Jedyne wyjście (Edini izhod, 1968)

### Drame
- Maciej Korbowa i Bellatrix (1918)
- Pragmatyści (Pragmatisti, 1919)
- Mister Price, czyli Bzik tropikalny (Mister Price ali Tropska blaznost,1920)
- Tumor Mózgowicz (Tumor Možganar, 1920)
- Nowe wyzwolenie (Novo osvobojenje, 1920)
- Oni (1920)
- Panna Tutli-Putli (1920)
- W małym dworku (V majhnem dvorcu, 1921)
- Niepodległość trójkątów (Neodvisnost trikotnikov, 1921)
- Metafizyka dwugłowego cielęcia (Metafizika dvoglavega teleta, 1921)
- Gyubal Wahazar, czyli Na przełęczach bezsensu (1921)
- Kurka Wodna (Vodna kokoška, 1921)
- Bezimienne dzieło (Delo brez imena, 1921)
- Mątwa (Sipa, 1922)
- Nadobnisie i koczkodany, czyli Zielona pigułka (1922)
- Jan Maciej Karol Wścieklica (1922)
- Wariat i zakonnica (Norec in nuna, 1923)
- Szalona lokomotywa (Ponorela lokomotiva, 1923)
- Janulka, córka Fizdejki (Janulka, Fizdejkova hči, 1923)
- Matka (Mati, 1924)
- Sonata Belzebuba (Belcebubova sonata, 1925)
- Szewcy (Krojači, 1931–34)

### Ostala dela
- Narkotyki — niemyte dusze (1932)
- Pojęcia i twierdzenia implikowane przez pojęcie istnienia (1935)
- Jedyne wyjście (Edini izhod, izšel 1968)
- Kompozycia fantastyczna
- Pocałunek mongolskiego księcia

### Prevodi v slovenščino
- Čevljarji (Darja Dominkuš; 1983)
- Oni (Darja Dominkuš; 1987)
- Slovo od Jeseni (Niko Jež; 1994)
- Narkotiki (Jana Unuk; 2009)
- Ponorela lokomotiva (Darja Dominkuš; 2012)
- Mati (Darja Dominkuš; 2020/21)